# Penelope Fitzgerald
Pour les articles homonymes, voir FitzGerald.
Penelope Fitzgerald est une écrivaine britannique née à Lincoln le 17 décembre 1916 et morte à Londres le 28 avril 2000 .

## Biographie
Elle obtient le prix Booker en 1979 pour Offshore (À la dérive) et le Prix Rose Mary Crawshay pour Charlotte Mew and her Friends. Elle a étudié au Somerville College (Oxford).

## Œuvres traduites en français
- À la dérive [«  Offshore »], trad. de Colette-Marie Huet, Paris, Éditions Stock, 1982, 203 p.  (ISBN 2-234-01440-9)
- La Porte des anges [« The Gate of Angels »], trad. d’Alain Le Pichon, Paris, Éditions Stock, coll. « Nouveau Cabinet Cosmopolite », 1992, 203 p.  (ISBN 2-234-02478-1)
- La Libraire [« The Bookshop »], trad. de Michèle Lévy-Bram, Paris, Éditions Stock, coll. « Nouveau Cabinet Cosmopolite », 1994, 195 p.  (ISBN 2-234-04330-1)
  - Réédition sous le titre L’Affaire Lolita : Paris, Éditions Quai Voltaire, 2006, 175 p.  (ISBN 2-7103-2881-X)[5]
- La Fleur bleue [« The Blue Flower »], trad. de Bernard Turle, Paris, Éditions Stock, coll. « Nouveau Cabinet Cosmopolite », 1997, 253 p.  (ISBN 2-234-04620-3)
- Début de printemps [« The Beginning of Spring »], trad. de Frédéric Faure et Cyrielle Ayakatsikas, Paris, Éditions Quai Voltaire, 2007, 245 p.  (ISBN 978-2-7103-2882-7)

## Adaptation
En 2018, la réalisatrice espagnole Isabel Coixet adapte le roman La Libraire sous le titre The Bookshop.